# Curling för damer vid olympiska vinterspelen 1992
Curling var en demonstrationssport vid olympiska vinterspelen 1992, alltså delades inga medaljer ut. Detta var damernas andra turnering i olympiska sammanhang. Turneringen bestod av åtta lag i två grupper, fyra lag i varje grupp. Ettan och tvåan från varje grupp gick vidare till semifinal, treorna möttes i match om femteplats, fyrorna möttes i match om sjundeplats. Vinnarna i semifinalerna gick vidare till final medan förlorarna möttes i match om tredjeplats. Turneringen vanns av Tyskland, Norge kom tvåa och Kanada kom trea.

## Grupp A

### Grundomgång
| Land           | Skiper          | V | F |
| -------------- | --------------- | - | - |
| Tyskland       | Andrea Schöpp   | 2 | 1 |
| Norge          | Dordi Nordby    | 2 | 1 |
| Storbritannien | Jackie Lockhart | 2 | 1 |
| Japan          | Mayumi Seguchi  | 0 | 3 |

### Resultat
| Lag      | Resultat |
| Norge    | 3        |
| Tyskland | 7        |

| Lag            | Resultat |
| Storbritannien | 10       |
| Japan          | 3        |

| Lag      | Resultat |
| Tyskland | 9        |
| Japan    | 7        |

| Lag            | Resultat |
| Norge          | 5        |
| Storbritannien | 4        |

| Lag            | Resultat |
| Tyskland       | 6        |
| Storbritannien | 4        |

| Lag   | Resultat |
| Norge | 7        |
| Japan | 6        |

### Särspel
| Lag            | Resultat |
| Norge          | 9        |
| Storbritannien | 4        |

| Lag            | Resultat |
| Tyskland       | 5        |
| Storbritannien | 4        |

## Grupp B

### Grundomgång
| Land      | Skiper         | V | F |
| --------- | -------------- | - | - |
| Kanada    | Julie Sutton   | 3 | 0 |
| Danmark   | Helena Blach   | 2 | 1 |
| Sverige   | Anette Norberg | 1 | 2 |
| Frankrike | Annick Mercier | 0 | 3 |

### Resultat
| Lag     | Resultat |
| Kanada  | 12       |
| Danmark | 2        |

| Lag       | Resultat |
| Sverige   | 14       |
| Frankrike | 5        |

| Lag     | Resultat |
| Danmark | 8        |
| Sverige | 6        |

| Lag       | Resultat |
| Kanada    | 4        |
| Frankrike | 3        |

| Lag     | Resultat |
| Kanada  | 8        |
| Sverige | 2        |

| Lag       | Resultat |
| Frankrike | 5        |
| Danmark   | 9        |

## Placeringsmatcher

### Match om sjundeplats
| Lag       | Resultat |
| Frankrike | 9        |
| Japan     | 6        |

### Plats om femteplats
| Lag            | Resultat |
| Sverige        | 11       |
| Storbritannien | 7        |

## Semifinaler
| Lag      | Resultat |
| Danmark  | 5        |
| Tyskland | 6        |

| Lag    | Resultat |
| Norge  | 9        |
| Kanada | 2        |

## Match om tredjeplats
| Lag     | Resultat |
| Danmark | 3        |
| Kanada  | 9        |

## Final
| Lag      | Resultat |
| Tyskland | 9        |
| Norge    | 2        |

## Placeringar
1. Tyskland
2. Norge
3. Kanada
4. Danmark
5. Sverige
6. Storbritannien
7. Frankrike
8. Japan